# Monorotaia di Osaka
La monorotaia di Osaka (大阪モノレール?, Ōsaka Monorēru) è una monorotaia in servizio nella zona a nord di Osaka, in Giappone. Collega l'Aeroporto Internazionale di Osaka situato a Itami, Hyōgo, alla città di Kadoma, nella zona orientale della Prefettura di Osaka. È in previsione l'estensione della linea verso oriente con le due nuove stazioni di Chūbu e Higashi Center.
Con i suoi 28 km di estensione, la linea è stata iscritta al Guinness dei primati come la più lunga monorotaia del mondo, ma la sua lunghezza è stata superata dalla linea 3 della metropolitana di Chongqing, in Cina, una monorotaia lunga 39,1 km completata il 30 dicembre 2011.

## Storia

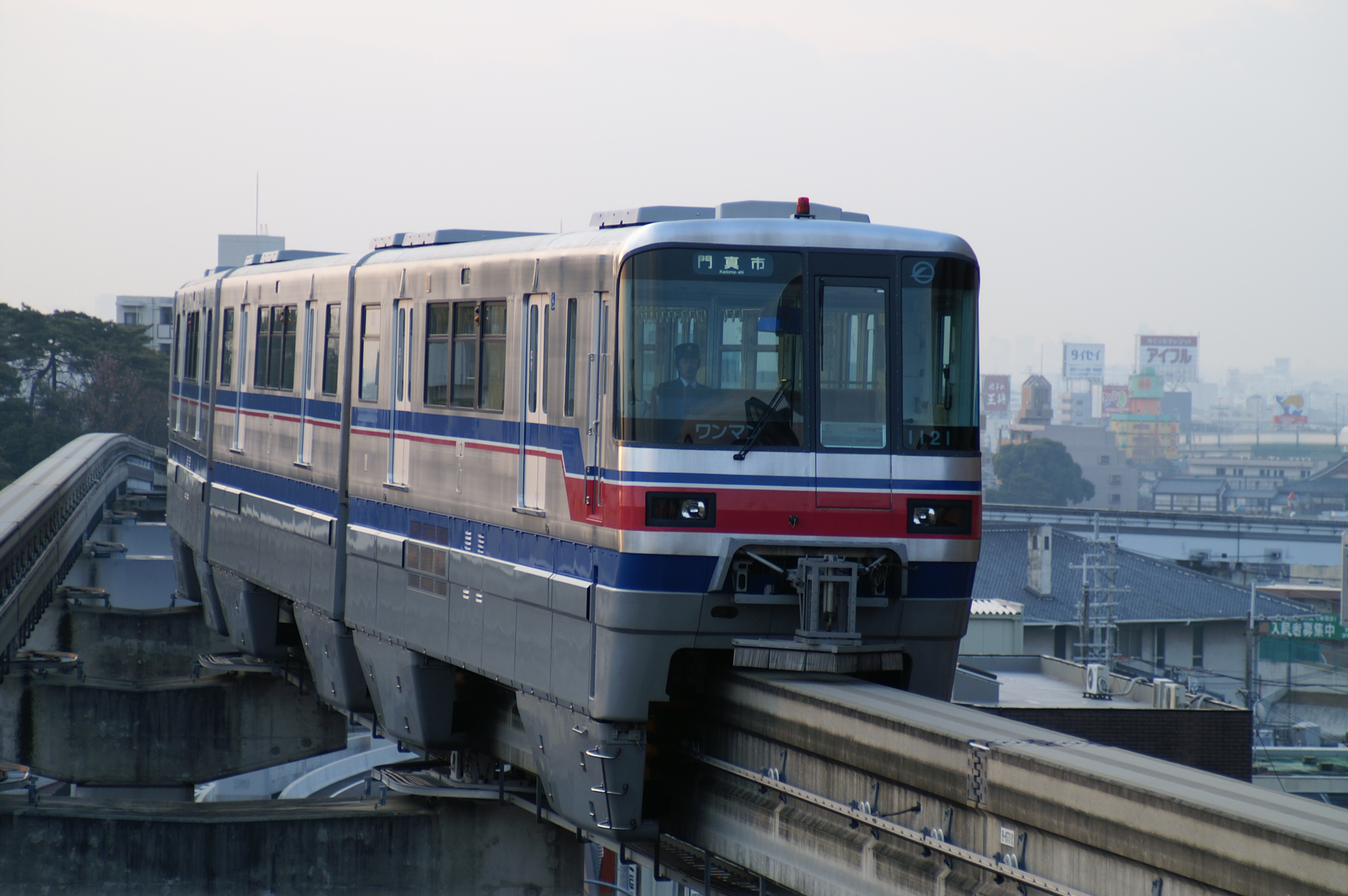
Un convoglio in transito

L'area metropolitana di Osaka ha da sempre una struttura urbanistica convergente verso il centro della città, e la disposizione delle linee ferroviarie e metropolitane è pertanto influenzata da questa centralità della città, con diverse linee radiali che si collegano alla periferia. Negli anni sessanta si iniziò a sentire l'esigenza di migliorare i collegamenti tangenziali anche delle città periferiche per migliorare anche le condizioni di traffico, e per questo nacque l'idea di realizzare un sistema di trasporto pubblico di massa esterno al centro di Osaka.
Uno dei catalizzatori alla realizzazione della nuova linea fu l'Expo 1970, per il quale furono realizzati nuovi collegamenti per portare i viaggiatori alla sede dell'esposizione. Il progetto iniziale vedeva una linea di 26,1 km di lunghezza che collegasse la linea Hankyū Senri a nord con la linea principale Kansai a sud, con estensioni future nelle città di Sakai e Nishinomiya.

### Cronologia
- 15 dicembre 1980: fondazione della Osaka Monorail
- 1º giugno 1990: inaugurazione del tratto Minami-Ibaraki - Senri-Chūō
- 30 settembre 1994: estensione a ovest a Shibahara
- 1º aprile 1997: estensione all'Aeroporto Internazionale di Osaka a ovest e a Unobe a est
- 22 agosto 1997: estensione a sud a Kadoma-shi
- 1º ottobre 1998: apertura del tratto fra Bampaku-kinen-kōen e Handai-byōin-mae della diramazione Saito
- 1º febbraio 2006: ha inizio il supporto per i biglietti elettronici PiTaPa e ICOCA
- 1º febbraio 2007: lo sconto per gli abbonamenti studenti passa dal 50 al 60%
- 19 marzo 2007: estensione della linea a Saito-nishi e introduzione della numerazione di stazione

## Percorso

### Linea principale
Tutte le stazioni si trovano nella prefettura di Osaka.
| Codice | Stazione                          | Giapponese   | Distanza (km) | Collegamenti                            | Posizione |
| ------ | --------------------------------- | ------------ | ------------- | --------------------------------------- | --------- |
| 11     | Aeroporto Internazionale di Osaka | 大阪空港     | 0.0           |                                         | Toyonaka  |
| 12     | Hotarugaike                       | 蛍池         | 1.4           | Ferrovie Hankyū: Linea Takarazuka       | Toyonaka  |
| 13     | Shibahara                         | 柴原         | 3.1           |                                         | Toyonaka  |
| 14     | Shōji                             | 少路         | 4.8           |                                         | Toyonaka  |
| 15     | Senri-Chūō                        | 千里中央     | 6.6           | Ferrovia Kita-Ōsaka Kyūkō               | Toyonaka  |
| 16     | Yamada                            | 山田         | 8.5           | Ferrovie Hankyū: Linea Senri            | Suita     |
| 17     | Bampaku-kinen-kōen                | 万博記念公園 | 9.9           | Monorotaia di Osaka Linea Saito         | Suita     |
| 18     | Unobe                             | 宇野辺       | 12.1          |                                         | Ibaraki   |
| 19     | Minami Ibaraki                    | 南茨木       | 13.3          | Ferrovie Hankyū: Linea Kyōto            | Ibaraki   |
| 20     | Sawaragi                          | 沢良宜       | 14.5          |                                         | Ibaraki   |
| 21     | Settsu                            | 摂津         | 16.0          |                                         | Settsu    |
| 22     | Minami Settsu                     | 南摂津       | 17.8          |                                         | Settsu    |
| 23     | Dainichi                          | 大日         | 19.9          | Metropolitana di Osaka Linea Tanimachi  | Moriguchi |
| 24     | Kadoma-shi                        | 門真市       | 21.2          | Ferrovie Keihan Linea principale Keihan | Kadoma    |

### Diramazione Saito
Tutte le stazioni si trovano nella prefettura di Osaka.
| Codice | Stazione           | Giapponese   | Distanza (km) | Collegamenti                         | Posizione |
| ------ | ------------------ | ------------ | ------------- | ------------------------------------ | --------- |
| 17     | Bampaku-kinen-kōen | 万博記念公園 | 0.0           | Monorotaia di Osaka linea principale | Suita     |
| 51     | Kōen-higashiguchi  | 公園東口     | 1.1           |                                      | Suita     |
| 52     | Handai-byōin-mae   | 阪大病院前   | 2.6           |                                      | Ibaraki   |
| 53     | Toyokawa           | 豊川         | 4.2           |                                      | Ibaraki   |
| 54     | Saito-nishi        | 彩都西       | 6.8           |                                      | Ibaraki   |

## Progetti futuri
Sin dall'inizio la monorotaia era prevista a collegare l'Aeroporto Internazionale di Osaka con la città di Sakai percorrendo un tracciato in comune con il raccordo anulare di Osaka. Come da progetto, entro il 2005 è stata completata la prima fase fino alla stazione di Kadoma-shi. Si prevede di continuare l'estensione fino a Sakai, offrendo anche l'interscambio con le ferrovie Kintetsu entro il 2050.
Inoltre, sulla linea Saito, a mano a mano che lo sviluppo delle nuove edificazioni avanzerà, si prevede di aggiungere due nuove stazioni.

## Rotabili

### Presenti
- Osaka Monorail serie 1000
- Osaka Monorail serie 2000
- Osaka Monorail serie 3000